# 380
380 (CCCLXXX) fue un año bisiesto comenzado en miércoles del calendario juliano, en vigor en aquella fecha.
En el Imperio romano, el año fue nombrado como el del consulado de Augusto y Augusto, o menos comúnmente, como el 1133 Ab urbe condita, adquiriendo su denominación como 380 a principios de la Edad Media, al establecerse el anno Domini.

## Acontecimientos
- Comienzo de una nueva traducción de las Escrituras por Jerónimo de Estridón, conocida como la Vulgata.
- Teodosio I es bautizado y decreta el Edicto de Tesalónica, mediante el que se proclama el credo niceno como la única versión ortodoxa del cristianismo y religión oficial del Imperio.
- Fecha aproximada de la colonización polinesia de la Isla de Pascua.
- Primer Concilio de Zaragoza.
- Atanarico se convierte en rey de los visigodos tras la muerte de Fritigerno.

## Fallecimientos
- Fritigerno, rey de los visigodos.
- San Publio de Zeugma.